# Slowaaks voetbalelftal in 1998
Het Slowaaks voetbalelftal speelde twaalf interlands in het jaar 1998, waaronder drie duels in de kwalificatiereeks voor het EK voetbal 2000 in België en Nederland. De selectie stond onder leiding van bondscoach Jozef Jankech, die terugtrad na de 3-0 thuisnederlaag tegen Portugal op 14 oktober. Als interim-coach werd Dušan Radolský aangesteld. Hij zat op de bank tijdens de vriendschappelijke wedstrijd tegen Polen (1-3) op 10 november. Op de in 1993 geïntroduceerde FIFA-wereldranglijst zakte Slowakije in 1998 van de 29ste (februari 1998) naar de 32ste plaats (december 1998).

## Balans
| Wedstrijden | Wedstrijden | Wedstrijden | Wedstrijden | Doelpunten | Doelpunten | Doelpunten | Punten |
| Gespeeld    | Winst       | Gelijk      | Verlies     | Voor       | Tegen      | Saldo      | Punten |
| ----------- | ----------- | ----------- | ----------- | ---------- | ---------- | ---------- | ------ |
| 12          | 5           | 3           | 4           | 15         | 13         | +2         | 1.083  |

## Interlands
|                                                      |                                                                       |       |           |                                                                                           |
| 28 januari Vriendschappelijk № 56 «onderlinge duels» | Italië                                                                | 3 – 0 | Slowakije | Stadio Angelo Massimino, Catania Toeschouwers: 23.921 Scheidsrechter: Charles Agius (MLT) |
| 28 januari Vriendschappelijk № 56 «onderlinge duels» | Milan Timko 48' (e.d.) Alessandro Del Piero 53' Roberto Di Matteo 63' |       |           | Stadio Angelo Massimino, Catania Toeschouwers: 23.921 Scheidsrechter: Charles Agius (MLT) |

|                                                      |                      |       |                    |                                                                                                 |
| 6 februari Vriendschappelijk № 57 «onderlinge duels» | Slowakije            | 1 – 1 | Slovenië           | Tsirion Athletic Center, Limassol Toeschouwers: 300 Scheidsrechter: Giannakis Kiprianidis (CYP) |
| 6 februari Vriendschappelijk № 57 «onderlinge duels» | Ľubomír Moravčík 74' |       | 72' Zlatko Zahovič | Tsirion Athletic Center, Limassol Toeschouwers: 300 Scheidsrechter: Giannakis Kiprianidis (CYP) |

|                                                    |                        |       |                                         |                                                                                            |
| 7 februari Cyprus Toernooi № 58 «onderlinge duels» | IJsland                | 1 – 2 | Slowakije                               | Tsirion Athletic Center, Limassol Toeschouwers: 300 Scheidsrechter: Costas Kapitanis (CYP) |
| 7 februari Cyprus Toernooi № 58 «onderlinge duels» | Brynjar Gunnarsson 77' |       | 58' Szilárd Németh 65' Ľubomír Moravčík | Tsirion Athletic Center, Limassol Toeschouwers: 300 Scheidsrechter: Costas Kapitanis (CYP) |

|                                                    |         |                                         |           |                                                                               |
| 9 februari Cyprus Toernooi № 59 «onderlinge duels» | Finland | 0 – 2                                   | Slowakije | GSZ Stadion, Larnaca Toeschouwers: 300 Scheidsrechter: Costas Kapitanis (CYP) |
| 9 februari Cyprus Toernooi № 59 «onderlinge duels» |         | 32' (pen.) Dušan Tittel 52' Jozef Pisár |           | GSZ Stadion, Larnaca Toeschouwers: 300 Scheidsrechter: Costas Kapitanis (CYP) |

|                                                    |                 |       |           |                                                                              |
| 25 maart Vriendschappelijk № 60 «onderlinge duels» | Noord-Ierland   | 1 – 0 | Slowakije | Windsor Park, Belfast Toeschouwers: 7.895 Scheidsrechter: Alan Howells (WAL) |
| 25 maart Vriendschappelijk № 60 «onderlinge duels» | Steve Lomas 51' |       |           | Windsor Park, Belfast Toeschouwers: 7.895 Scheidsrechter: Alan Howells (WAL) |

|                                                    |           |       |            |                                                                                      |
| 15 april Vriendschappelijk № 61 «onderlinge duels» | Slowakije | 0 – 0 | Zuid-Korea | Tehelné pole, Bratislava Toeschouwers: 1.873 Scheidsrechter: Mirosław Milewski (POL) |
| 15 april Vriendschappelijk № 61 «onderlinge duels» |           |       |            | Tehelné pole, Bratislava Toeschouwers: 1.873 Scheidsrechter: Mirosław Milewski (POL) |

|                                                  |                   |       |                                    |                                                                                |
| 29 mei Vriendschappelijk № 62 «onderlinge duels» | Kroatië           | 1 – 2 | Slowakije                          | Gradski Stadion, Pula Toeschouwers: 7.000 Scheidsrechter: Milan Mitrović (SLO) |
| 29 mei Vriendschappelijk № 62 «onderlinge duels» | Goran Vlaović 43' |       | 4' Tibor Jančula 58' Jozef Majoroš | Gradski Stadion, Pula Toeschouwers: 7.000 Scheidsrechter: Milan Mitrović (SLO) |

|                                                       |           |       |         |                                                                                    |
| 19 augustus Vriendschappelijk № 63 «onderlinge duels» | Slowakije | 0 – 0 | Finland | Štadión Lokomotíva, Košice Toeschouwers: 3.220 Scheidsrechter: Miroslav Liba (CZE) |
| 19 augustus Vriendschappelijk № 63 «onderlinge duels» |           |       |         | Štadión Lokomotíva, Košice Toeschouwers: 3.220 Scheidsrechter: Miroslav Liba (CZE) |

|                                                     |                                                          |       |              |                                                                                            |
| 5 september EK-kwalificatie № 64 «onderlinge duels» | Slowakije                                                | 3 – 0 | Azerbeidzjan | Štadión Lokomotívy v Čermeli, Košice Toeschouwers: 3.243 Scheidsrechter: Alan Snoddy (NIR) |
| 5 september EK-kwalificatie № 64 «onderlinge duels» | Martin Fabuš 17' Peter Dubovský 26' Ľubomír Moravčík 37' |       |              | Štadión Lokomotívy v Čermeli, Košice Toeschouwers: 3.243 Scheidsrechter: Alan Snoddy (NIR) |

|                                                    |               |                                                                                |           |                                                                                     |
| 10 oktober EK-kwalificatie № 65 «onderlinge duels» | Liechtenstein | 0 – 4                                                                          | Slowakije | Rheinpark Stadion, Vaduz Toeschouwers: 1.840 Scheidsrechter: Vladimir Antonov (MDA) |
| 10 oktober EK-kwalificatie № 65 «onderlinge duels» |               | 3' Miroslav Sovič 13' Peter Dubovský 36' Róbert Tomaschek 61' Róbert Tomaschek |           | Rheinpark Stadion, Vaduz Toeschouwers: 1.840 Scheidsrechter: Vladimir Antonov (MDA) |

|                                                    |           |                                               |          |                                                                                 |
| 14 oktober EK-kwalificatie № 66 «onderlinge duels» | Slowakije | 0 – 3                                         | Portugal | Tehelné pole, Bratislava Toeschouwers: 22.059 Scheidsrechter: Oğuz Sarvan (TUR) |
| 14 oktober EK-kwalificatie № 66 «onderlinge duels» |           | 17' João Pinto 30' João Pinto 70' Abel Xavier |          | Tehelné pole, Bratislava Toeschouwers: 22.059 Scheidsrechter: Oğuz Sarvan (TUR) |

|                                                       |                   |       |                                                               |                                                                                           |
| 10 november Vriendschappelijk № 67 «onderlinge duels» | Slowakije         | 1 – 3 | Polen                                                         | Tehelné pole, Bratislava Toeschouwers: 1.365 Scheidsrechter: Manfred Schüttengruber (AUT) |
| 10 november Vriendschappelijk № 67 «onderlinge duels» | Tibor Jančula 57' |       | 56' Piotr Reiss 66' Wojciech Kowalczyk 75' Wojciech Kowalczyk | Tehelné pole, Bratislava Toeschouwers: 1.365 Scheidsrechter: Manfred Schüttengruber (AUT) |

## FIFA-wereldranglijst
| JAN | FEB | MAR | APR | MEI | JUN | JUL | AUG | SEP | OKT | NOV | DEC |
| --- | --- | --- | --- | --- | --- | --- | --- | --- | --- | --- | --- |
|     | 29  | 36  | 36  | 40  |     | 32  | 33  | 33  | 29  | 31  | 32  |

## Statistieken
| Alexander Vencel | 1967-03-02 | RC Strasbourg          | 6  | 0 | 0 | 19 | 0  |
| Miroslav König   | 1972-06-01 | Slovan Bratislava      | 5  | 0 | 0 | 7  | 0  |
| Miroslav Seman   | 1973-01-14 | 1. FC Košice           | 1  | 0 | 0 | 2  | 0  |
| Verdediging      |            |                        |    |   |   |    |    |
| Marek Spilar     | 1975-02-11 | 1. FC Košice           | 11 | 1 | 0 | 23 | 0  |
| Stanislav Varga  | 1972-10-08 | Slovan Bratislava      | 8  | 1 | 0 | 11 | 0  |
| Vladimír Kinder  | 1969-03-14 | Middlesbrough FC       | 7  | 0 | 0 | 37 | 1  |
| Ivan Kozák       | 1970-06-18 | Tennis Borussia Berlin | 4  | 3 | 0 | 31 | 0  |
| Igor Bališ       | 1970-01-05 | Spartak Trnava         | 3  | 5 | 0 | 26 | 0  |
| Milan Timko      | 1972-11-28 | Slovan Bratislava      | 2  | 3 | 0 | 6  | 0  |
| Marián Zeman     | 1974-07-07 | Vitesse Arnhem         | 2  | 0 | 0 | 19 | 2  |
| Martin Konecný   | 1972-12-25 | Ozeta Dukla Trencin    | 1  | 1 | 0 | 2  | 0  |
| Vladimír Leitner | 1974-06-28 | Spartak Trnava         | 1  | 0 | 0 | 1  | 0  |
| Tibor Zátek      | 1971-06-14 | 1. FC Košice           | 0  | 1 | 0 | 4  | 0  |
| Middenveld       |            |                        |    |   |   |    |    |
| Dušan Tittel     | 1966-12-17 | Spartak Trnava         | 11 | 0 | 1 | 44 | 7  |
| Ľubomír Moravčík | 1965-06-22 | Celtic                 | 10 | 0 | 3 | 32 | 7  |
| Miroslav Sovic   | 1970-03-09 | Sparta Praag           | 7  | 3 | 1 | 12 | 1  |
| Peter Dubovský   | 1972-05-07 | Real Oviedo            | 7  | 0 | 2 | 26 | 12 |
| Róbert Tomaschek | 1972-08-25 | Slovan Bratislava      | 6  | 1 | 2 | 36 | 2  |
| Miroslav Karhan  | 1976-06-21 | Spartak Trnava         | 5  | 0 | 0 | 21 | 0  |
| Marek Ujlaky     | 1974-03-26 | Spartak Trnava         | 3  | 4 | 0 | 22 | 2  |
| Samuel Slovák    | 1975-10-17 | CD Tenerife            | 3  | 0 | 0 | 10 | 0  |
| Attila Pinte     | 1971-06-06 | Inter Bratislava       | 2  | 3 | 0 | 5  | 0  |
| Vladislav Zvara  | 1971-12-11 | 1. FC Košice           | 2  | 3 | 0 | 23 | 0  |
| Peter Dzúrik     | 1968-12-29 | 1. FC Košice           | 2  | 1 | 0 | 6  | 0  |
| Norbert Hrncar   | 1970-06-09 | Slovan Bratislava      | 1  | 0 | 0 | 1  | 0  |
| Igor Demo        | 1975-09-18 | PSV Eindhoven          | 0  | 1 | 0 | 3  | 0  |
| Aanval           |            |                        |    |   |   |    |    |
| Jozef Majoroš    | 1970-03-19 | Slovan Bratislava      | 8  | 0 | 1 | 17 | 5  |
| Martin Fabuš     | 1976-11-11 | Ozeta Dukla Trencin    | 4  | 3 | 1 | 7  | 1  |
| Tibor Jančula    | 1969-06-16 | Slovan Bratislava      | 3  | 4 | 2 | 23 | 9  |
| Szilárd Németh   | 1977-08-08 | 1. FC Košice           | 3  | 4 | 1 | 12 | 2  |
| Jozef Kožlej     | 1973-07-08 | SpVgg Greuther Fürth   | 2  | 1 | 0 | 13 | 1  |
| Ľubomír Luhový   | 1967-03-31 | Grazer AK              | 1  | 3 | 0 | 9  | 0  |
| Jozef Pisár      | 1971-07-20 | FC Rimavská Sobota     | 1  | 2 | 1 | 4  | 1  |